# Teresa Istúriz
Basilia Teresa de Jesús Istúriz y Coca (Badajoz, 14 de junio de 1830 - Madrid, 6 de septiembre de 1874) fue una soprano española, que dedicó su carrera tanto a la zarzuela como a la ópera italiana.

## Trayectoria
Se formó en el Conservatorio Superior de Música de Madrid, donde cursó estudios de solfeo entre 1844 y 1848, y canto, entre 1848 y 1850. En esta última especialidad, sus maestros fueron Francisco Frontera y, a lo largo de 1850, Baltasar Saldoni. En este mismo centro, recibió también clases de piano, declamación y harmonía, así como de italiano, según era costumbre para los cantantes de la época, y participó en los conciertos que organizaban sus maestros, recibiendo el elogio de la prensa.
Su primera actuación tras pasar por el Conservatorio tuvo lugar en el  Circo de Madrid, en la zarzuela en un acto El estreno de un artista, de Joaquín Gaztambide (1822-1870) con libreto de don Ventura de la Vega Rodríguez (1861-1934). Desde este debut, participará, como primera tiple de zarzuela, en diversas producciones organizadas en los principales teatros del territorio nacional (La Coruña, Ferrol, Santiago, Valladolid, Bilbao, San Sebastián, Sevilla y Madrid) y, también, generalmente como tiple operística, de diferentes teatros de Cuba, Francia, Rusia, Portugal e Italia. En este último país, trabajó ante todo centrada en Milán, donde cantó las óperas Rigoletto, Il Trovatore, Un ballo in maschera y Ernani, de Giuseppe Verdi (1813-1901), entre otras. 
Como soprano,  alcanzó un lugar destacado en la escena lírica de su época, recibiendo elogios constantes por parte de la prensa tanto en España como en el extranjero. En abril de 1863 se incorpora a la compañía del Teatro de la Zarzuela. Su debut en Una vieja (de Francisco Campodrón y Joaquín Gaztambide) fue especialmente bien recibido, destacándose su buena técnica vocal, el gusto en la interpretación y sus cualidades para la declamación. También fue reconocida en círculos privados por su voz clara, extensa y ágil, así como por su sensibilidad musical y dominio técnico. En el ámbito internacional, su actuación en el Teatro de San Carlos de Lisboa con la ópera Rigoletto fue igualmente apreciada, subrayándose su afinación, timbre agradable, agilidad y conocimiento musical.
Contrajo matrimonio con el pintor Víctor Hernández Amores (1827-1901). Falleció en Madrid el 6 de septiembre de 1874, tras una larga enfermedad, según informaron los medios de la época. Su muerte fue recogida con pesar por la prensa, que destacó su aportación al arte lírico nacional. En el discurso inaugural del curso académico 1874-1875 del Conservatorio de Música de Madrid, el compositor Emilio Arrieta la recordó como una artista destacada por su método de canto, su sensibilidad interpretativa y su compromiso con la música española, así como por su actitud profesional y respetuosa.